# HAS-160
HAS-160(영어: Hash Algorithm Standard 160)은 대한민국의 한국정보진흥원이 개발한 암호화 해시 함수로, SHA-1을 기반으로 만들었다.
SHA-1과 마찬가지로 80단계의 연산 단계를 가진다.